# Théophile Klaine
Le père Théophile Klaine, né le 28 mars 1842 à Vannecourt (Moselle), et mort le 5 décembre 1911 à Libreville (Gabon), est un spiritain français, envoyé comme missionnaire à Sainte-Marie-de-Libreville, où il séjourna pendant 45 ans et devint un spécialiste reconnu de la flore du Gabon et d'Afrique centrale.
En collaboration avec le taxonomiste Jean Baptiste Louis Pierre, il identifie 5 nouvelles familles, 53 nouveaux genres et près de 200 nouvelles espèces. Il envoie quelque 3 600 spécimens à Louis Pierre, puis, après la mort de celui-ci, au Muséum de Paris. Les épithètes spécifiques de plusieurs plantes tropicales lui rendent hommage : Anopyxis klaineana, Antrocaryon klaineanum, Dacryodes klaineana, Diphasia klaineana  ou Scottellia klaineana. 
Il fut aussi le premier à remarquer les qualités de l'okoumé pour la fabrication du contreplaqué : le nom initial de Aukoumea était Bosswellia klaineana.